# Emir Zeba
Emir Zeba (* 10. červen 1989, Sarajevo) je bosenský profesionální fotbalista, záložník, momentálně hostuje v klubu 1. SC Znojmo z SK Dynamo České Budějovice.

## Klubová kariéra
Hrál mj. za klub FK Slavija Sarajevo sídlící v hlavním městě Bosny a Hercegoviny. V něm působil až do roku 2012. Poté podepsal kontrakt s SK Dynamo České Budějovice. Před sezonou 2013/14 odešel na hostování do 1. SC Znojmo. Poprvé v Gambrinus lize skóroval 6. dubna 2014 v utkání s FC Zbrojovka Brno, trenér Leoš Kalvoda jej poslal do hry v průběhu druhého poločasu a Zeba ihned po svém nástupu zahrával přímý volný kop. Svou střelou „vymetl šibenici“ (tzn. trefil horní roh brány) a svůj první ligový gól za Znojmo oslavil mj. svlečením dresu, za což následovalo udělení žluté karty. Hrdinou zápasu se nestal, neboť o 5 minut později dostal za faul další žlutou kartu a byl vyloučen. Zbrojovka v závěru vyrovnala na konečných 1:1.